# 三軍情報局在阿富汗的活動
巴基斯坦三軍情報局（ISI）被指控自1979年蘇聯入侵阿富汗之前，就一直密切參與阿富汗的秘密軍事情報項目。ISI在阿富汗的第一次行動發生在1975年。這是“對阿富汗共和國代理人戰爭的報復暨對巴基斯坦武裝分子的支持”。1975年之前，三軍情報局沒有在阿富汗開展任何行動，直到阿富汗共和國對巴基斯坦進行了長達十年的代理戰爭、對武裝分子的支持以及1960年和1961年巴焦爾特区的武裝入侵之後，巴基斯坦才進行報復。後來在80年代，“旋風行動”中的三軍情報局系統地協調了美國中央情報局向阿富汗聖戰者派系提供的武器和財政手段的分发，如古勒卜丁·希克馬蒂亞爾的阿富汗伊斯蘭黨和艾哈邁德·沙阿·馬蘇德的部隊，後者的部隊後來被稱為北方聯盟。蘇聯撤退後，不同的聖戰派別互相攻擊，無法達成權力分享協定，導致內戰。美國、三軍情報局和巴基斯坦總理班娜姬·布托領導的巴基斯坦政府成為赫克馬蒂亞爾1992-1994年轟炸阿富汗伊斯蘭國和首都喀布爾的主要支持來源。
人們普遍認為，在赫克馬蒂亞爾未能接管阿富汗政權後，三軍情報局幫助成立了阿富汗塔利班。三軍情報局和巴基斯坦軍方的其他部門隨後向塔利班提供財政、後勤、軍事和直接戰鬥支持，直至2001年9月11日襲擊。人們普遍承認，三軍情報局為阿富汗塔利班在巴基斯坦境內提供了安全避難所，並在九一一事件後幫助他們，特別是哈卡尼網絡在阿富汗境內發動襲擊，支持塔利班在阿富汗的復興。巴基斯坦官員否認這一指控。國際政府官員、政策分析人士甚至巴基斯坦軍方官員都提出指控，稱三軍情報局與軍方領導層也為基地組織提供了一定程度的支持和庇護。2011年，基地組織頭目奧薩馬·本·拉登在巴基斯坦都市阿伯塔巴德被殺時，此類指控越來越多。